# Basiskustlijn

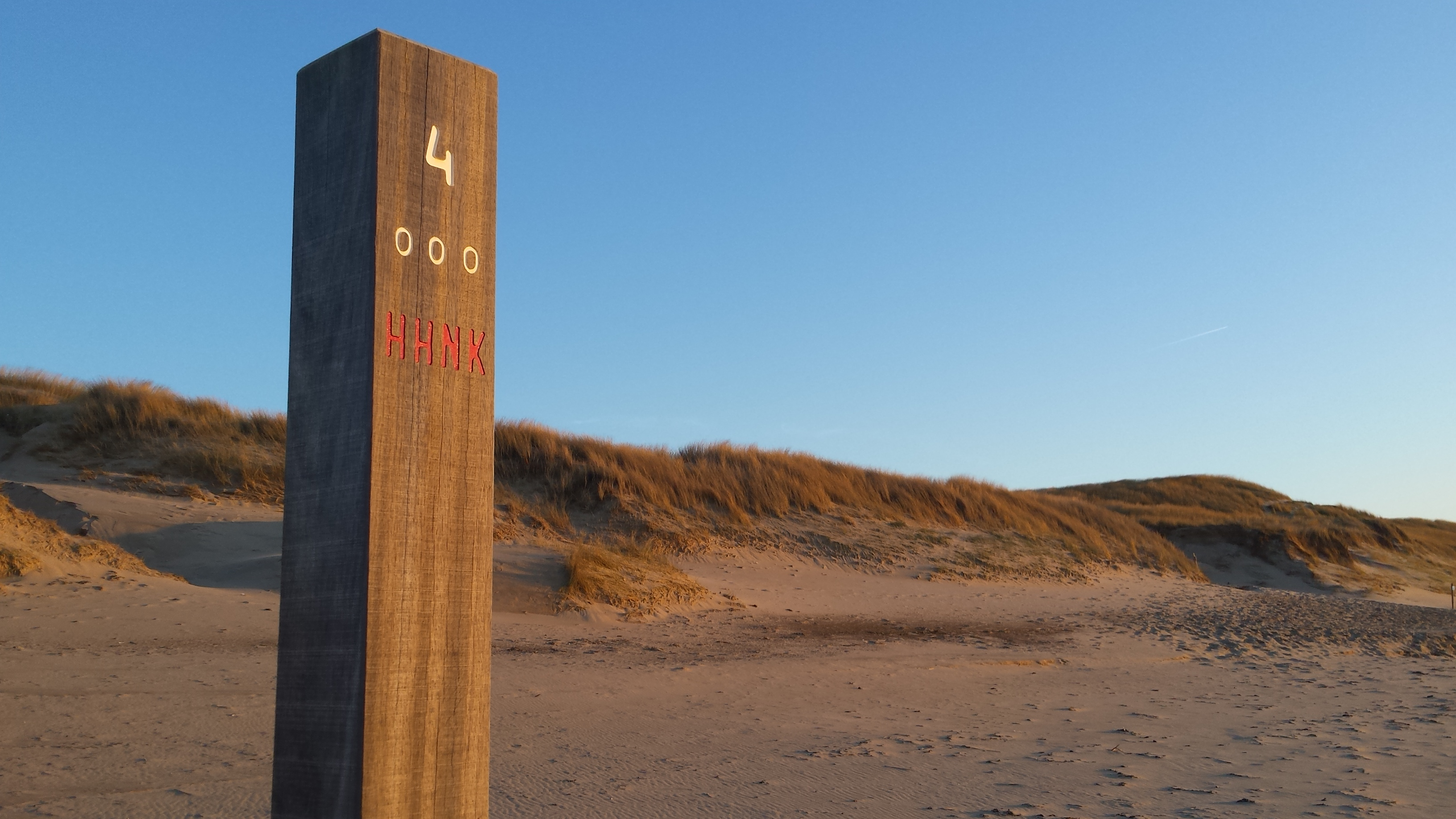
Strandpaal bij Den Helder

De basiskustlijn is in Nederland een representatie van de laagwaterlijn van 1990. Deze lijn wordt gebruikt om kusterosie en kustaanwas vast te stellen en zo nodig maatregelen te nemen.

## Kustnota 1990
In de kustnota van 1990 besluit de Nederlandse regering om de kustlijn van 1990 te handhaven door zandsuppleties. De bedoelde kustlijn is de laagwaterlijn. Voor een praktische uitwerking blijkt de definitie hiervan niet eenduidig, vandaar dat in de nota ook de momentane kustlijn (MKL) en basiskustlijn (BKL) gedefinieerd. Jaarlijks wordt aan de hand van de MKL de te toetsen kustlijn (TKL) bepaald, en als die dreigt landwaarts te komen van de BKL dan wordt er een zandsuppletie uitgevoerd.

## De momentane kustlijn (MKL)

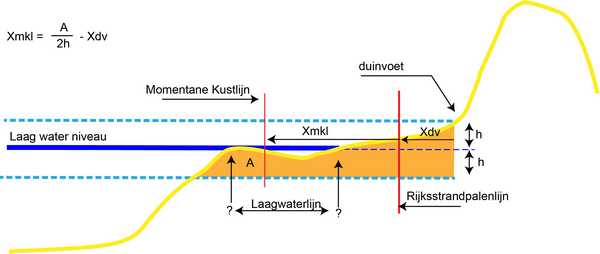
Definitie van de momentane kustlijn

Het probleem bij de in de kustnota van 1990 genoemde laagwaterlijn is dat de hoogte van het gemiddeld laagwater wel goed gedefinieerd is, maar de positie in de horizontale richting niet. Zie bijgaande figuur, hier kruist het strandprofiel drie maal de laagwaterlijn. Feitelijk is het ook niet belangrijk om een lijn te handhaven, maar om de hoeveelheid zand in het actieve strandprofiel te handhaven. Om dit volume te bepalen worden twee hoogtematen gebruikt, het gemiddeld laag water niveau (glw) en de hoogte van de duinvoet (dv). De hoogte van de duivoet wordt in principe bepaald door het snijpunt te zoeken van het steile talud van het duinfront en van het droge strand. Over het algemeen zal dit theoretische duinvoetpunt iets onder het zand liggen. Het is zeer bewerkelijk om ieder jaar de hoogteligging van de duinvoet opnieuw te bepalen. Sommige beheerders definiëren de duinvoetlijn als een bepaalde hoogtelijn, waarop de duinvoet meestal ligt. Bij relatief onveranderlijke kustsecties is dat een acceptabele benadering. De methode van het bepalen van de MKL is zodanig dat deze niet erg gevoelig is voor de precieze keuze van de waarde dv. De ligging van de duinvoet wordt dus vastgelegd door de hoogte boven NAP en de afstand van die hoogtelijn tot de rijksstrandpalenlijn (Xdv).
Het recept voor het berekenen van de positie van de MKL is:
- Bepaal de ligging van de duinvoet
- De hoogte van het gemiddeld laag water (glw) wordt bepaald
- De hoogte h van de duinvoet boven gemiddeld laag water wordt berekend
- Het zandvolume A wordt berekend; A is het volume zand zeewaarts van de duinvoet en boven het niveau (glw-h)
- De positie van de momentane kustlijn (MKL) is gedefinieerd t.o.v. de rijksstrandpalenlijn als: (A/2h) - Xdv

De achtergrond van deze methode is dat de dikte van de te nemen zandschijf een functie moet zijn van de maatgevende golfhoogte; die is echter onbekend. Maar omdat de hoogteligging van de duinvoet ook een functie is van de maatgevende golfhoogte, is de waarde h een goede representatie van het effect van zowel getij als golfinvloeden. Voor het bepalen van de strandprofielen wordt langs de kustlijn gemeten bij de zogenaamde JarKus-raaien. Deze raaien liggen ruwweg op 250 meter van elkaar en worden jaarlijks gemeten van circa 800 meter in zee tot net achter de duinen. Deze metingen zijn vanaf 1965 voor de hele kust beschikbaar. Van de periode vanaf ca 1850 zijn op sommige plaatsen ook profiellodingen beschikbaar, maar die liggen vaak iets verschoven t.o.v. de JarKus-raaien en zijn daardoor lastiger te analyseren. Bij strandhoofden wordt de loding precies midden tussen de hoofden uitgevoerd.

## De basiskustlijn (BKL)

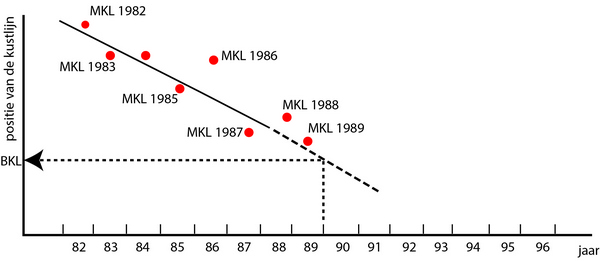
Bepalen van de basiskustlijn

De basiskustlijn is per definitie de kustlijn van 1 januari 1990. Maar er zijn natuurlijk geen metingen gedaan op exact die datum, bovendien zitten er altijd variaties in de metingen. De BKL wordt daarom bepaald door de strandmetingen van de ca. 10 jaren voorafgaand aan 1990 te nemen en voor ieder van die jaren de MKL te bepalen. Deze waarden worden in een grafiek gezet een er wordt een regressielijn bepaald. Waar deze regressielijn de datum 1-1-1990 snijdt ligt de basiskustlijn BKL. In principe is de ligging van de BKL onveranderlijk. In heel bijzondere gevallen, waar de kust wezenlijk veranderd wordt door een werk, kan besloten worden om de BKL te verleggen. Dit is niet gebaseerd om een technische of morfologische berekening, maar feitelijk een politiek besluit. Een voorbeeld hiervan is de Hondsbossche Zeewering waar de BKL feitelijk aan de teen van de dijk lag. Door de aanleg van de Hondsbossche Duinen is er een stuk duin bijgekomen, waarvan het de bedoeling is om dat ook te behouden. Dus is daar de BKL zeewaarts verlegd.

## Dete toetsen kustlijn(TKL)

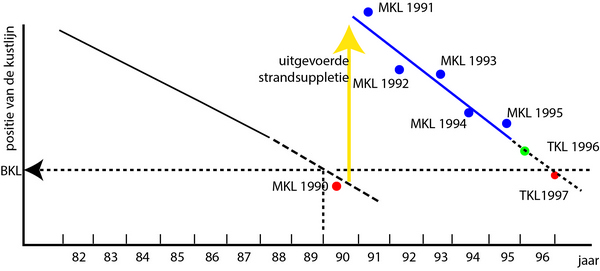
Het gebruik van de te toetsen kustlijn

In het kader van het kustbeleid wordt jaarlijks bepaald of er in een bepaald kustvak suppleties nodig zijn. Dit gebeurt door voor de peildatum de te toetsen kustlijn (TKL) te bepalen. Deze wordt op dezelfde manier bepaald als de BKL, namelijk door een regressie-analyse van de MKL-waarden van de voorafgaande jaren. Zie bijgaande grafiek. In dit voorbeeld is er in 1990 een suppletie uitgevoerd, waardoor de MKL ver zeewaarts is verschoven. Het aantal jaren waarover de regressie-analyse kan worden uitgevoerd is hierdoor wel wat beperkt. Indien er te weinig jaren beschikbaar zijn wordt meestal een regressielijn aangenomen die evenwijdig aan de vorige regressielijn ligt (dus er wordt aangenomen dat de erosie voor en na de suppletie ongeveer even groot is). Overigens is het eerste jaar na de suppletie de erosie vaak meer dan gemiddeld door aanpassingseffecten.
In dit geval blijkt dat de TKL voor 1995 nog net voldoet, en voor 1996 net niet meer voldoet. In principe zou er dus in de loop van 1995 een suppletie op deze locatie nodig zijn. Nu laat men het besluit om te suppleren niet afhangen van één enkele BKL-overschrijding, maar wordt er pas gesuppleerd als er meerdere profielen negatief dreigen te worden. Om dit te kunnen beoordelen worden er door Rijkswaterstaat jaarlijks kustkaarten uitgegeven.  Op deze kaarten wordt met een donkergroen of een lichtgroen blokje aangegeven of de kust aanwast of erodeert. Een rood blokje geeft aan dat op die plaats de TKL de BKL heeft overschreden, en dat daar dus iets moet gebeuren. 